# Izgladnjivanje
Izgladnjivanje ili gladovanje predstavlja dugotrajanu ili potpunu odsutnost potrošnje hrane, odnosno ekstremni oblik pothranjenosti. Tijelo se zbog pomanjkanja vitamina, minerala, hrane i energije ne može normalno razvijati i obavljati normalne funkcije. Izgladnjivanje s vremenom dovodi do trajnog oštećenja organa i lako može dovesti do smrti.
Prema Svjetskoj zdravstvenoj organizaciji svaki dan od posljedica gladi umire više od 25.000 ljudi, a u svakom trenutku je više od 800 milijuna ljudi kronično pothranjeno. U prosjeku, od pothranjenosti i gladi svakih pet sekundi umre jedno dijete.

## Simptomi
Gladovanje uzrokuje gubitak tjelesne masti i mišića, s time da katabolički proces (proces razgradnje) počinje tek kad nema unosa hranjivih tvari, pa se mora iskorištavat vlastito tijelo.
Simptomi izgladnjivanja su ispočetka vezani uz pomanjkanje vitamina, a uključuju anemiju, beriberi, pelagra i skorbut. Sve te bolesti uzrokuju proljev, edem, osip, i zatajenja srca. Izgladnjela osoba je razdražljiva, umorna i pospana.

## Namjerno izgladnjivanje
Izgladnjelost može biti posljedica namjernih aktivnosti, i tada se za nju upotrebljava izraz izgladnjivanje. Za to su najčešći primjeri u ratu kada se branitelji nekog grada, zgrade, područja ili položaja blokiraju, odnosno opsjedaju, te im je onemogućena opskrba hranom; svrha takve aktivnosti jest natjerati ih da se predaju ili napuste položaj.
Izgladnjelost se u prošlosti također primjenjivala kao posebna vrsta smrtne kazne, a obično je bila primjenjivana za pripadnike aristokracije i to u obliku zazidavanja; osuđenici su bili živi zazidani u ograničeni prostor te ostavljeni da nakon nekoliko dana ili tjedana umru od gladi i žeđi. Jedan od najpoznatijih primjera je Ugolino della Gherardesca, koji je zajedno sa sinovima i rodbinom bio živ zazidan u tornju Muda u Pisi, a što je Dante opisao u Božanstvenoj komediji.
I sama osoba se može namjerno izgladnjivati, bilo s ciljem počinjenja samoubojstva, bilo iz vjerskih razloga, bilo kao poseban oblik političkog prosvjeda poznat kao štrajk glađu.

## Vanjske poveznice
- FAO - Understanding food insecurity  Arhivirana inačica izvorne stranice od 14. prosinca 2009. (Wayback Machine)
- FAO - What the new figures on hunger mean  Arhivirana inačica izvorne stranice od 10. srpnja 2010. (Wayback Machine)
- Click to Give @ The Hunger Site
- U.N. Chief: Hunger Kills 17,000 Kids Daily  Arhivirana inačica izvorne stranice od 12. travnja 2019. (Wayback Machine) - by CNN